# Ben Lammers
Benjamin William Lammers, detto Ben (Houston, 12 novembre 1995), è un cestista statunitense.

## Palmarès
- Campionato tedesco: 2

Alba Berlino: 2020-2021, 2021-2022
- Coppa di Germania: 1

Alba Berlino: 2021-2022